# 데이브 폴스키
데이브 폴스키(Dave Polsky)는 미국의 시나리오 작가이다. 무서운 영화 2의 각본가로 유명하다. "주반 프로덕션"이라는 회사를 소유하고 있다.

## 생애
데이브 폴스키는 어릴 적 펜실베이니아 피츠버그에서 자랐다. 그후 필라델피아로 이사해 펜실베이니아 대학교를 다녔고, 졸업한 후에 뉴욕으로 이사해 투자금융가과 사회 복지사로 일했다. 그후에 메인주로 이사해 포틀랜드에서 아내가 첫 아들을 낳았다. 데이브 폴스키의 친구인 마크 크로닌은 《Singled Out》 관련 일로 데이브 폴스키를 프리랜서로 고용했고, 프로듀서는 데이브 폴스키를 보고 전속작가로 승진시킨다.

## 경력

### TV 애니메이션
- 페어 오브 킹스
- 사우스 파크
- 마이 리틀 포니: 우정은 마법

### 영화
- 무서운 영화 2